# Isle de Jean Charles
Isle de Jean Charles är en smal ö i Terrebonne Parish i Louisiana i USA. Under 170 år har den varit hemland för Isle de Jean Charles-stammen inom indianfolket Biloxi-Chitimacha-Choctaw. De boende på ön har länge hotats av pågående erosion i Louisianas kustområden. År 1955 bestod Isle de Jean Charles omkring 89 kvadratkilometer, men har sedan dess förlorat omkring 98% av landmassan till följd av inträngning av saltvatten och hopsjunket land. År 2016 erhöll delstaten Louisiana federala medel för att täcka en flytt för öns befolkning till ett nytt höglänt territorium strax norr om staden Houma.

## Bakgrund
På 1830-talet flyttade Biloxi-Chitimacha-Choctaw-folkets föregångare till Isle de Jean Charles för att undkomma förföljelserna under Indian Removal Act och Trail of Tears. Den livnärde sig på ostronfiske, jakt på småvilt och småskaligt jordbruk. Omkring 1910 hade öns befolkning växt från 16 till 77 familjegrupper. På 1930-talet inrättades en missionärsledd mellanstadieskola på det närliggande fastlandet för de urfolk som bodde i närheten. År 1959 blev Daigleville Indian High School i Houma, 40 kilometer norrut, det första gymnasiet för urfolk i Louisiana. Fram till 1953, då en vägbank byggdes för att knyta ön till fastlandet, pendlade öns bebyggare till och från fastlandet med båt. Vägbanken var dock utsatt för både översvämningar och erosion, och var ofta inte möjlig att använda. På 1940-talet började oljebolag utvinna råolja offshore och att muddra kanaler i sumpmarkerna nära ön, vilket ökade erosionen av ön.
Isle de Jean Charles var förr upp till drygt åtta kilometer bred och 17 kilometer lång, men hade omkring 2020 krympt till en bredd på 400 meter och en längd på 1,6 kilometer. Bakom denna landminskning ligger både naturliga orsaker och sådant som orsakats av människor. Orkaner som Orkanen Katrina 2005, översköljde ön med saltvatten och förstörde hem och ledde till landsänkningar. Högre havsvattennivå har också bidragit till mindre markyta.
Dessa förändringar ledde till att flertalet Biloxi-Chitimacha-Choctawmedlemmarna flyttade från ön, vilket lett till förändringar av stammens vanesätt, traditioner och kultur. Sentida ansträngningar att restaurera landskapet utefter kusten har inte kunnat rädda ön. United States Army Corps of Engineers beslöt att utesluta ön från sina skyddsdammsprojekt. Vid millennieskiftet bodde bara 25 familjer kvar på ön. År 2016 fick stammen hjälp för att omlokalisera återstående på ön bofasta medlemmar.